# Пуэ
Пуэ — один из языков гур. Распространён в Буркина-Фасо (провинции Тюи и Уэ области Верхние Бассейны, провинции Бугуриба и Иоба Юго-Западной области). 14 300 носителей (по данным на 2000 год).
Алфавит на латинской графической основе. Включает буквы A a, B b, Ɓ ɓ, C c, Ch ch, D d, Ɗ ɗ, E e, Ɛ ɛ, F f, G g, Gb gb, H h, I i, Ɩ ɩ, J j, K k, Kh kh, Kp kp, L l, M m, Ɲ ɲ, N n, Ŋ ŋ, Ŋm ŋm, O o, Ɔ ɔ, P p, Ph ph, R r, S s, T t, Th th, U u, Ʋ ʋ, V v, W w, Ⱳ ⱳ, Y y, Ƴ ƴ, Z z.
Назализация обозначается с помощью тильды (ã, ẽ, ɛ̃, ĩ, ɩ̃ , õ, ɔ̃, ũ, ʋ̃). Высокий тон на письме не обозначается. Низкий тон обозначается с помощью грависа (à, è, ɛ̀, ì, ɩ̀, ò, ɔ̀, ù, ʋ̀, ã̀, ẽ̀, ɛ̃̀, ĩ̀, ɩ̃̀, ɔ̃̀, õ̀, ɔ̃̀, ũ̀, ʋ̃̀), а низко-высокий — с помощью акута (á, é, ɛ́, í, ɩ́, ó, ɔ́, ú, ʋ́, ã́, ẽ́, ɛ̃́, ĩ́, ɩ̃́, ṍ, ɔ̃́, ṹ, ʋ̃́).